# Lucía Álvarez Vázquez
Lucía Álvarez Vázquez (28 de noviembre de 1948) es una compositora mexicana. Licenciada en Piano y Composición por la Escuela Nacional de Música de la UNAM. Miembro de la Academia Mexicana de Artes y Ciencias Cinematográficas. Ganadora de 6 Premios Ariel.

## Carrera profesional
Estudio las licenciaturas en piano y composición en la Escuela Nacional de Música de la UNAM. Entre sus maestros se encuentran Pablo Castellanos, Jorge Suárez, Filiberto Ramírez, Arturo Márquez, Hugo Rosales y Horacio Uribe, entre otros.
Desde 1967 enfoca su actividad de compositora a las artes visuales como son: el cine, el teatro y la televisión; donde se ha destacado especialmente, ganando premios nacionales e internacionales en diversas ocasiones. Ha trabajado con destacados directores como son Héctor Azar, Alberto Isaac, Juan Ibáñez, Manuel Montoro, Arturo Ripstein, Jorge Fons, Javier Patrón, Ignacio Ortiz, Max Ferrá y Raúl Zermeño.
En 1994 se trasladó a la ciudad de Siena, Italia, para estudiar música para el cine con el notable compositor Ennio Morricone.
Es profesora de carrera de tiempo completo Titular “C”en la Escuela Nacional de Música de la UNAM, donde imparte las cátedras de Piano para Compositores, Introducción a la Composición y Formas Musicales Aplicadas. Así mismo, tiene a su cargo la asignatura de Música para Cine en el Centro Universitario de Estudios Cinematográficos de la UNAM (CUEC). 
Es miembro fundador del Grupo de los Cien, miembro activo de la Promotora Música de Concierto de México S.C. donde funge como Tesorera, miembro activo de la Academia Mexicana de Artes y Ciencias Cinematográficas A.C. y miembro de la Asociación de Mujeres Cineastas.
En 2000 fue seleccionada como compositora participante de “Los Días Mundiales de la Música”, celebrados en Luxemburgo.
En 2002 gana su quinto Ariel de Plata a la Mejor Música Compuesta para Cine Cuentos de hadas para dormir cocodrilos de Ignacio Ortiz seleccionada como la película del año.
En 2004 recibe el premio Coatlicue otorgado por la Coordinadora Internacional de Mujeres en el Arte y el Colectivo Mujeres en la Música A.C.
En 2006 recibe su sexto Ariel de Plata por la música la película Mezcal de Ignacio Ortiz. 
En 2020 recibió el Ariel de Oro por su destacada carrera y aportes en el campo de la música para cine.

## Filmografía
- 1971 Los días del amor de Alberto Isaac (Ariel al mejor Tema musical).
- 1972 Crónica de un amor de Tony Sbert.
- 1973 La montaña del Diablo de Juan Andrés Bueno.
- 1974 Don Herculano enamorado de Mario Hernández.
- 1976 Pasajeros en tránsito de Jaime Casillas (Nominada al Ariel de Plata 1978).
- 1977 Divinas palabras de José Luis García Sánchez (Nominación 1978 al Ariel de Plata y Diosa de Plata).
- 1977 La mujer perfecta de Juan Manuel Torres.
- 1985 El imperio de la fortuna de Arturo Ripstein (Nominada al Ariel por la mejor música).
- 1988 Mentiras piadosas de Arturo Ripstein.
- 1989 Un corazón para dos de Sergio Véjar.
- 1989 Maten a Chinto de Alberto Isaac.
- 1990 Cuantas viejas quieras. Cortometraje de Moisés Ortiz Urquidi. Premio El Cocodrilo de Oro en el Festival de Nimes, Francia, a la mejor partitura musical.
- 1991 La mujer del puerto de Arturo Ripstein.
- 1992 Cita en el Paraíso. Cortometraje de Moisés Ortiz Urquidi.
- 1993 Principio y fin de Arturo Ripstein (Nominación al Ariel de Plata y Trofeo del Festival de Cine de Los tres Continentes en la ciudad de Nantes, Francia).
- 1993 La reina de la noche de Arturo Ripstein. (Ariel de Plata al mejor Tema musical escrito para cine y nominación por la mejor música de fondo.)
- 1994 El callejón de los milagros de Jorge Fons. (Ariel por el mejor tema musical escrito para cine, Ariel a la mejor música de fondo y Diosa de Plata por la mejor música escrita para cine.)
- 2001 Otilia Rauda de Dana Rotberg.
- 2001 La casa de enfrente. Cortometraje de Tonatiuh Martínez.
- 2001 La maceta. Cortometraje de Javier Patrón.
- 2001 Cuentos de hadas para dormir cocodrilos de Ignacio Ortiz. (Ariel de Plata a la mejor música escrita para cine 2002.)
- 2003 Cuidado con el tren de Ignacio Ortiz (cortometraje de 1 min.)
- 2005 Mezcal de Ignacio Ortiz (Ariel de Plata a la mejor música escrita para cine 2006).
- 2010 El Atentado (película)  de Jorge Fons.

Escribió la música para la telenovela Todo por Amor de la productora Argos.
También compuso música para más de 35 obras de teatro.
Su catálogo de música de concierto comprende alrededor de 50 composiciones entre las que se encuentran:
Solos (varios instrumentos), lieder, duetos, cuartetos de cuerda, música de cámara, música para orquesta de cámara y sinfónica, así como, el poema sinfónico Moctezuma, con textos de Homero Aridjis.
Cuenta con varios CD grabados con música de películas y música de concierto.